# Susana (Nuevo Testamento)
Susana, en griego: Σουσαννα, en hebreo שושנה, es una mujer citada en el Evangelio de Lucas, la cual, junto a María Magdalena, Juana, mujer de Cusa y otras mujeres discípulas de Jesús, habían sido liberadas de espíritus malignos o curadas de enfermedades. Jesús permitía que un grupo de mujeres le siguiera (Lc 8,2-3; 23,49; Mc 15,41) y le sirvieran con sus bienes.
En la Antigüedad, a las mujeres no se le tenía en cuenta generalmente en la sociedad, menos en la judía, llama la atención que los evangelios no solo destaquen los nombres de las seguidoras de Jesús (entre ellas Susana), sino también que digan que eran ellas las que con sus propios recursos ayudaban sostener a Jesús y sus discípulos. Ellas también permanecieron fieles a él incluso durante los momentos más peligrosos de su arresto y ejecución, y no sólo permanecieron bajo la cruz, sino que lo acompañaron hasta su entierro.
Aunque los evangelios no mencionan a Susana en el momento de la Resurrección de Jesús, la tradición ortodoxa afirma que ella fue testigo de la resurrección junto a otras mujeres que fueron a embarsamar el cuerpo de Cristo con mirra, incluyendola también en la lista de las Miróforas (del griego: Μυροφόροι, en latín: Myrophorae ).
También, si bien no se menciona por su nombre en los Hechos de los Apóstoles, Susana probablemente se cuenta como una de las mujeres que se unieron a los discípulos y a María, madre de Jesús  en el cenáculo o aposento alto en oración, entre el grupo de 120 que eligió a Matias para llenar la vacante que dejó Judas Iscariote, según Hechos 1: 14. y quizás estar presente en el Día de Pentecostés.
A pesar de que era discípula de Jesús, Susana no está incluida en el Martirologio Romano, ni en el Santoral de la Iglesia Católica romana, por lo que en dicha iglesia no es venerada como santa, a diferencia de las iglesias ortodoxas, cuya fiesta es el segundo domingo después de Pascua.

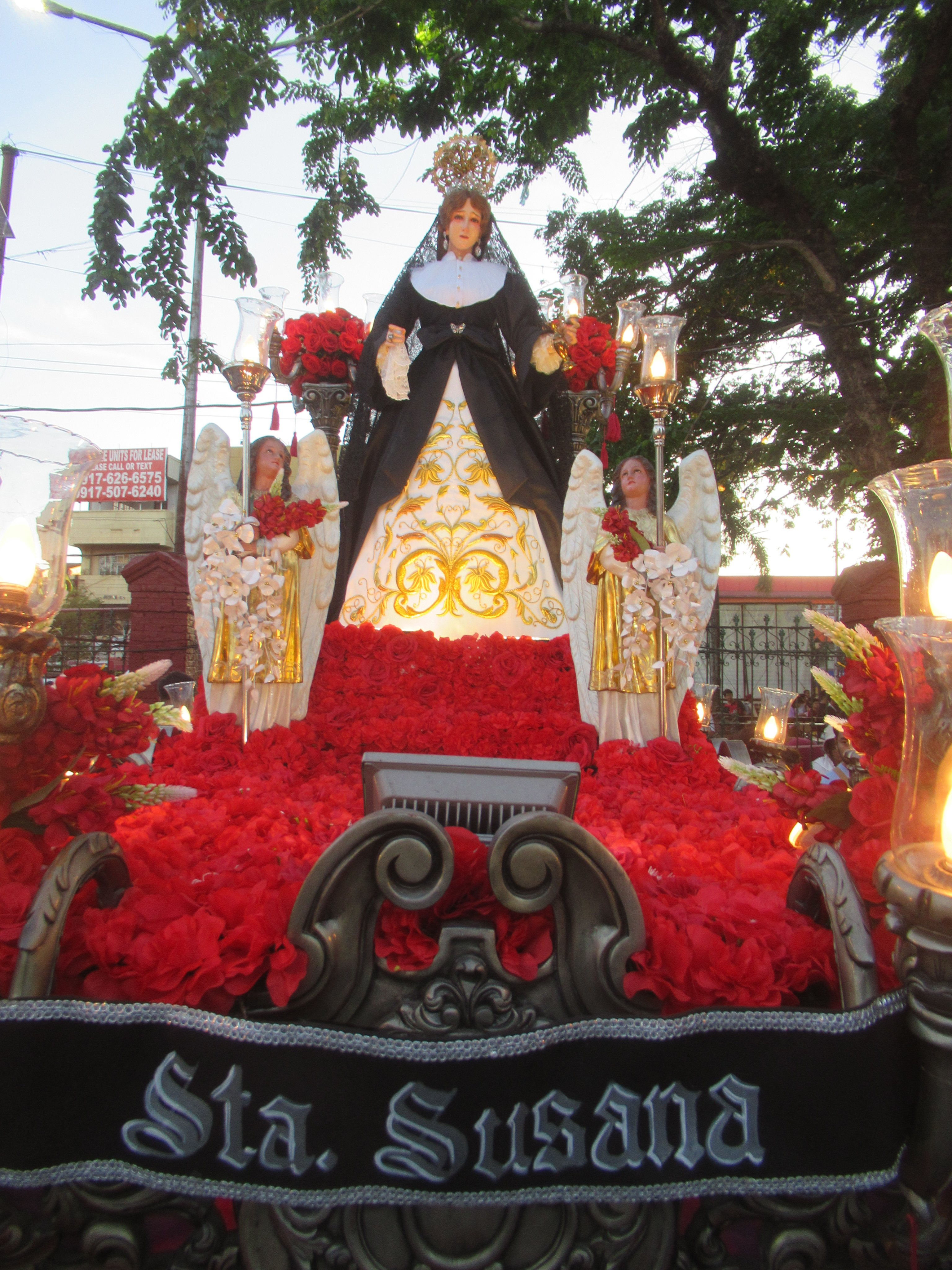
Imagen de Susana en una procesión religiosa.

## En la literatura
Según el Libro de Urantia (siglo XX), Susana habría sido hija de un anciano funcionario de la sinagoga de Nazaret, y una de las diez mujeres encargadas por Jesús para difundir el evangelio y curar enfermos. Según dicho libro, Jesús las autorizó a establecer su propia organización, ordenando a Judas darles fondos para ellas y sus animales de carga, siendo así económicamente autónomas. El grupo habría escogido a Susana como la superiora, y a Juana, mujer de Cusa, como tesorera.